# Wiley-Blackwell
Wiley-Blackwell (укр. Вайлі-Блеквел) — міжнародна видавнича компанія, відділення компанії John Wiley & Sons, що спеціалізується на виданнях в галузі наукових, технічних і медичних досліджень. 
Компанія була утворена в результаті злиття глобального науково-технічного та медичного бізнесу John Wiley & Sons з Blackwell Publishing у 2007 році.
Видавництво Wiley-Blackwell публікує роботи в широкому спектрі наукових і професійних областей, включаючи біологія, медицина, фізична наука, технологія, громадський і гуманітарні науки.

## Історія Blackwell Publishing
Blackwell Publishing була утворена в результаті злиття в 2001 році двох оксфордських наукових видавничих  компаній: Blackwell Science (заснована в 1939 році як Blackwell Scientific Publishing) і Blackwell Publishers (заснована в 1922 році як Basil Blackwell & Mott, з 1926 Blackwell Publishers), які беруть свої витоки у родинній книгарні та видавництві Blackwell's XIX століття. В результаті злиття утворилося провідне видавництво наукової спільноти. Згодом у 2004 році видавничу групу придбав BMJ Books у BMJ Publishing Group  (видавець British Medical Journal) . У 2006 році Blackwell опублікувала понад 805 журналів та 650 підручників та довідників з широкого кола наукових, медичних та професійних предметів.
17 листопада 2006 року американський транснаціональна компанія John Wiley & Sons оголосила, що уклала остаточну угоду про придбання Blackwell Publishing. Придбання було завершено в лютому 2007 року; вартість угоди склала 572 млн фунтів стерлінгів. Видавництво Blackwell було об'єднано з глобальним науково-технічним та медичним бізнесом Wiley, створивши компанію Wiley-Blackwell. З 30 червня 2008 року журнали, які раніше доставлялись через Blackwell Synergy, стали доставлятися через Wiley InterScience.